# Pachycereeae
Pachycereeae és una tribu de cactus columnars, de la subfamília de les Cactoideae, originària dels EUA, Amèrica Central i Mèxic.
Es compon de plantes molt grans, amb branques i arbustos. La tija és columnar, no segmentat i acanalat. Les flors són diürnes, de petites a mitjanes i creixen en vèrtexs. Les arèoles estan compostes de pèls minúsculs. Els fruits, en rares ocasions baies, poden ser dehiscents o no dehiscents.

## Gèneres
- Acanthocereus (Engelm. ex A.Berger) Britton & Rose -
- Bergerocactus Britton & Rose -
- Carnegiea Britton & Rose
- Cephalocereus Pfeiff.
- Corryocactus Britton & Rose
- Dendrocereus
- Echinocereus Engelm.
- Escontria Rose
- Leptocereus (A.Berger) Britton & Rose
- Myrtillocactus Console
- Neobuxbaumia Backeb.
- Pachycereus (A.Berger) Britton & Rose
- Peniocereus (A.Berger) Britton & Rose
- Polaskia Backeb.
- Pseudoacanthocereus F.Ritter
- Stenocereus (A.Berger) Riccob.

Híbrids
- × Myrtgerocactus Moran (Myrtillocactus × Bergerocactus)
- × Pacherocactus G.D.Rowley (Pachycereus × Bergerocactus)